# Вивье-о-Кур
Вивье́-о-Кур (фр. Vivier-au-Court) — коммуна во Франции, находится в регионе Шампань — Арденны. Департамент коммуны — Арденны. Входит в состав кантона Виллер-Семёз. Округ коммуны — Шарлевиль-Мезьер.
Код INSEE коммуны — 08488.
Коммуна расположена приблизительно в 210 км к северо-востоку от Парижа, в 95 км севернее Шалон-ан-Шампани, в 10 км к юго-востоку от Шарлевиль-Мезьера.

## Население
Население коммуны на 2008 год составляло 3392 человека.
| 1962 | 1968 | 1975 | 1982 | 1990 | 1999 | 2008 |
| ---- | ---- | ---- | ---- | ---- | ---- | ---- |
| 2491 | 3121 | 3137 | 3472 | 3488 | 3298 | 3392 |

## Администрация
| Период | Период | Фамилия       | Партия | Должность |
| ------ | ------ | ------------- | ------ | --------- |
| 2001   | 2008   | Андре Дютертр |        |           |
| 2008   |        | Жан Меоль     |        |           |

## Экономика
В 2007 году среди 2229 человек в трудоспособном возрасте (15—64 лет) 1444 были экономически активными, 785 — неактивными (показатель активности — 64,8 %, в 1999 году было 66,1 %). Из 1444 активных работали 1226 человек (721 мужчина и 505 женщин), безработных было 218 (109 мужчин и 109 женщин). Среди 785 неактивных 251 человек были учениками или студентами, 170 — пенсионерами, 364 были неактивными по другим причинам.

## Фотогалерея

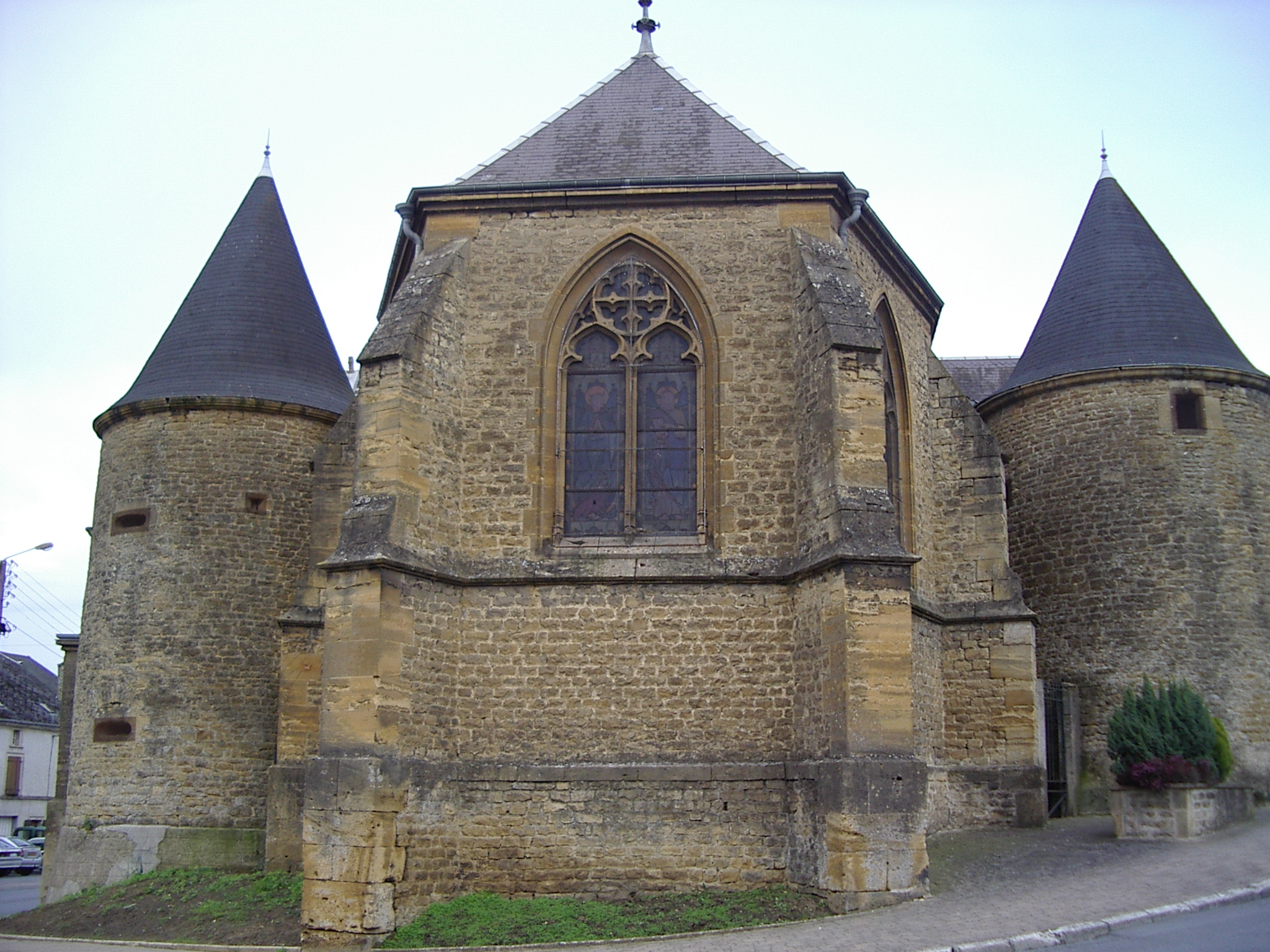
Церковь Сент-Элуа
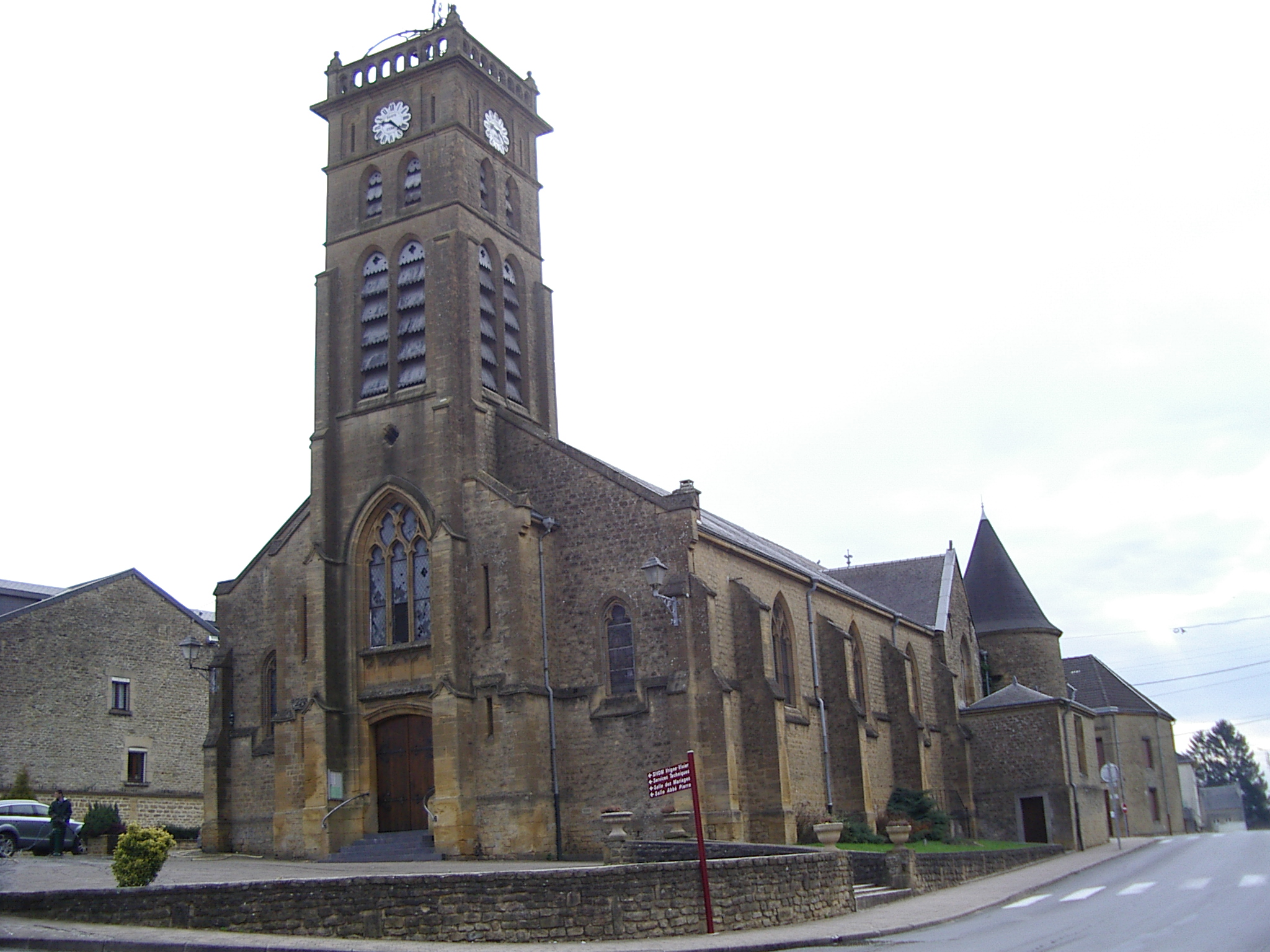
Церковь Сент-Элуа
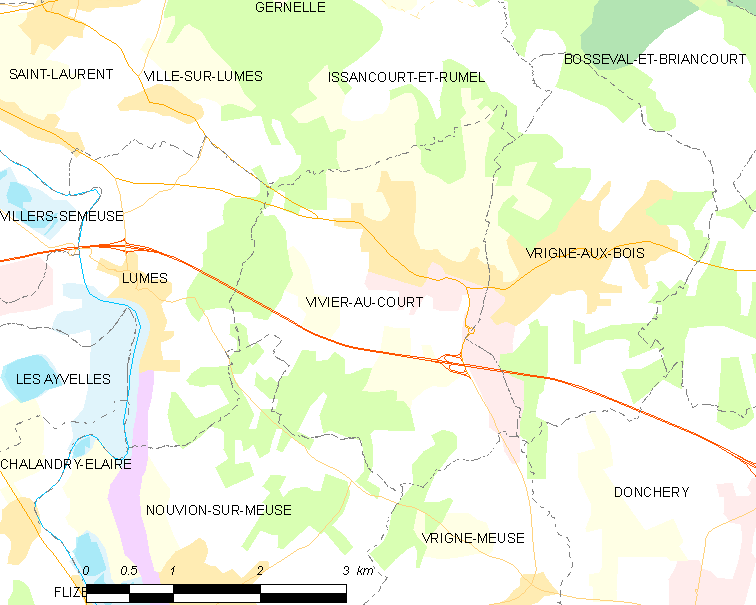
Карта коммуны